# Fatou Diop (footballeuse)
Fatou Diop, née en 1995, est une footballeuse internationale mauritanienne. Elle évolue au poste d'attaquante.

## Biographie
Fatou Diop joue d'abord pour El Moustakbal, puis pour le FC Camara.
Le 30 juillet 2019, alors que l'équipe de Mauritanie féminine de football dispute son premier match international contre l'Équipe de Djibouti, elle inscrit le premier but de la rencontre, devenant ainsi la première buteuse internationale mauritanienne de l'histoire.
Elle est aussi la première joueuse mauritanienne à évoluer professionnellement en club en signant en 2019 dans l'effectif du club de première division marocaine d'Assa-Zag.